# Gorilla (album Bonzo Dog Doo-Dah Band)
| Recensione                        | Giudizio        |
| --------------------------------- | --------------- |
| AllMusic                          | [ 2 ]           |
| The New Rolling Stone Album Guide | [ 3 ]           |
| Sputnikmusic                      | 4.2 (Excellent) |
| Piero Scaruffi                    | [ 5 ]           |
| 24.000 dischi                     | [ 6 ]           |

Gorilla è il primo album discografico della Bonzo Dog Doo-Dah Band, pubblicato dalla casa discografica Liberty Records nell'ottobre del 1967.

## Tracce
Lato A
1. Cool Britannia – 0:55 (Tradizionale; arrangiamento di Vivian Stanshall e Neil Innes)
2. The Equestrian Statue – 2:49 (Neil Innes)
3. Jollity Farm – 2:23 (Les Sarony)
4. I Left My Heart in San Francisco – 1:02 (Doug Cross)
5. Look Out, There's a Monster Coming – 2:53 (Vivian Stanshall)
6. Jazz, Delicious Hot, Disgusting Cold – 3:07 (Vivian Stanshall, Neil Innes, Martin Ash, Roger Ruskin Spear, Rodney Slater, Vernon Dudley Nowell, Larry Smith)
7. Death Cab for Cutie – 2:53 (Vivian Stanshall, Neil Innes)
8. Narcissus – 0:20 (Ethelbert Nevin)

Lato B
1. The Intro and the Outro – 3:06 (Vivian Stanshall)
2. Mickey's Son and Daughter – 2:39 (Eddie Lisbona, Tommy Connor)
3. Big Shot – 3:24 (Vivian Stanshall)
4. Music for Head Ballet – 1:41 (Neil Innes)
5. Piggy Bank Love – 2:58 (Neil Innes)
6. I'm Bored – 2:58 (Vivian Stanshall)
7. The Sound of Music – 1:17 (Oscar Hammerstein II, Richard Rodgers)

Edizione CD del 2007, pubblicato dalla Liberty Records (0946 3 87889 2 8)
1. Cool Britannia – 0:58 (Tradizionale; arrangiamento di Vivian Stanshall e Neil Innes)
2. The Equestrian Statue – 2:45 (Neil Innes)
3. Jollity Farm – 2:28 (Leslie Sarony)
4. (I Left My Heart) In San Francisco – 1:02 (Douglass Cross, George Cory)
5. Look Out, There's a Monster Coming – 2:54 (Vivian Stanshall)
6. Jazz, Delicious Hot, Disgusting Cold – 3:09 (Larry Smith, Martin Ash, Neil Innes, Rodney Slater, Roger Ruskin Spear, Vernon Dudley Nowell, Vivian Stanshall)
7. Death Cab for Cutie – 2:55 (Neil Innes, Vivian Stanshall)
8. Narcissus – 0:21 (Ethelbert Nevin)
9. The Intro and the Outro – 3:04 (Vivian Stanshall)
10. Mickey's Son and Daughter – 2:43 (Eddie Lisbona, Tommy Connor)
11. Big Shot – 3:29 (Vivian Stanshall)
12. Music for the Head Ballet – 1:44 (Neil Innes)
13. Piggy Bank Love – 3:03 (Vivian Stanshall)
14. I'm Bored – 3:05 (Vivian Stanshall)
15. The Sound of Music – 1:24 (Oscar Hammerstein II, Richard Rodgers)
16. My Brother Makes the Noises for the Talkies – 3:00 (Charles Amberg, Fred Raymond, Ludwig Bernauer) – Bonus Track
17. I'm Gonna Bring a Watermelon to My Girl Tonight – 2:02 (Fred Rose, Leon Conrad) – Bonus Track
18. Alì Baba's Camel (Early Version) – 2:41 (Noel Gay) – Bonus Track
19. On Her Doorstep Last Night – 2:10 (Harry Tilsey, Robert Hargreaves, Stanley Damerell, Tolchard Evans) – Bonus Track
20. Alley Oop – 2:29 (Dallas Frazier) – Bonus Track
21. Button Up Your Overcoat – 2:54 (Buddy De Sylva, Lewis Brown, Ray Henderson) – Bonus Track
22. The Craig Torso Show (BBC Recording) – 5:16 (Neil Innes, Vivian Stanshall) – Bonus Track

## Formazione
- Vivian Stanshall - voce, tromba, euphonium, tuba, ukulele
- Neil Innes - direttore musicale, piano, clavicembalo, chitarra
- Rodney Slater - sassofono alto, sassofono baritono, sassofono basso, clarinetto trombone, clarinetto basso
- Roger Ruskin Spear - strumenti a fiato, xylofono, campane[1]
- Sam Spoone - rhythm pole, contrabbasso, spoons, percussioni
- Vernon Dudley Bohay-Nowell - basso, banjo, sassofono baritono, sassofono basso, noghtingole (whistle)
- Legs Larry Smith - batteria, tuba, tap-dancing (tap dance)

Note aggiuntive
- Dave Clague - basso (brani: The Equestrian Statue, Look Out, There's a Monster Coming, The Intro and the Outro e Piggy Bank Love)[8]
- Gerry Bron - produttore
- Lyn Birkbeck - produttore associato
- Vivian Stanshall - design copertina, note interne alla copertina album
- Ian Butcher - produzione[9]